# Военное дело (телепередача)
«Вое́нное де́ло» — телевизионная передача об истории войн, армий и оружия, а также о новых технологиях в этой области. Выходила в эфир по воскресеньям на НТВ с 2003 по 2005 год. Ведущий — Максим Моргунов, пишущий журналист и специалист по военной истории, сын диктора Светланы Моргуновой.
Наряду с географической программой «Их нравы», «Военное дело» — один из первых проектов, запущенных при участии Дирекции научно-популярных программ НТВ и её руководителя Дмитрия Захарова.

## О программе
В программе рассказывалось о различных видах современного и исторического вооружения, о крупных военных сражениях, знаменитых конструкторах оружия, воинах-героях Великой Отечественной войны, современных военных. Большая часть программ была посвящена российскому оружию, но выходили выпуски и об иностранной технике. Также затрагивались такие важные вопросы, как влияние вооружений на политику стран, перспективы мирного урегулирования конфликтов.
Использовалась кинохроника 1940-x годов, современные съёмки, в том числе и на закрытых военных базах, материалы военного ведомства. Уделялось внимание тактико-техническим характеристикам оружия, его сравнению с аналогами. Вместе с тем практически отсутствовали картинки, пояснявшие принцип действия, и трёхмерные модели, которые могли бы наглядно показать работу сложных механизмов или ход сражений.

## Награды
- Памятный знак «200 лет Министерству обороны»[7]
- Грамота Главнокомандующего Военно-воздушных сил (подписана Владимиром Михайловым) — за объективность в освещении тематики Военно-воздушных сил и доведения информации до российской и зарубежной общественности[8].

## Закрытие
По итогам 2003 года три ключевые дирекции телекомпании НТВ (главного продюсера, программ и по маркетингу) достаточно скептически отзывались о качестве данной телепередачи. В официальных пресс-релизах отмечалось, что программа «Военное дело» была запущена в эфир сырой и плохо структурированной, её ведущий не обладал харизмой, а потенциал передачи был ограничен. К тому же, в те годы на «Первом канале» и «России» уже давно существовали программы схожего плана, и проект НТВ в сравнении с ними казался скорее вторичным. На протяжении всего выхода в эфир программа имела низкие рейтинги, ниже средней доли канала.
Проект был закрыт летом 2005 года по решению нового генерального директора НТВ Владимира Кулистикова. Вместо него стала выходить похожая программа об армии «Смотр» с журналистом Сергеем Кузнецовым, который работал в «Военном деле» исполнительным продюсером.
Закрытие программы прокомментировал известный военный обозреватель Виктор Литовкин:
Скажу прямо: я не большой поклонник этой передачи. Мне вообще не нравится такой телевизионный «клиповый» стиль: кусочек — оттуда, кусочек — отсюда, потом ещё откуда-то. Картинок, всяческой мозаики много, но всё как-то поверхностно, глубины проникновения в тему нет, и остаётся горечь от недосказанности. От того, что многие интересные вещи пропущены, а о главном сказано вскользь, как бы походя. 

…И всё же, не могу не признать: среди ей подобных, она была, пожалуй, самой интересной, объективной и, что мне представляется важным, лишённой примитивно-лобового пропагандистского налёта. Как это часто присутствует в других военных передачах. <…> Не знаю, как «Военное дело» отражалось в телевизионных рейтингах, но не погрешу против истины, если скажу, что у неё была своя аудитория. Очень немаленькая.